# Formatie van Borgloon
De Formatie van Borgloon is een geologische formatie uit het vroege Oligoceen (Rupelien, tussen 33,9 en 28,4 miljoen jaar oud) die dagzoomt in het zuiden van de Belgische provincies Waals-Brabant en Limburg.
De Formatie van Borgloon is 20 tot 10 meter dik, naar het westen toe wordt ze dikker. De formatie behoort tot de Groep van Tongeren en ligt stratigrafisch gezien boven de Formatie van Sint-Huibrechts-Hern en onder de Formatie van Bilzen. In het oosten wordt de formatie verdeeld in het Lid van Henis en het Lid van Alden Biesen; in het westen wordt ze onderverdeeld in de Laag van Heide, het Lid van Kerkom, het Lid van Boutersem en de Laag van Hoogbutsel.
De formatie werd afgezet in een lagune of in fluviatiele spoelvlakten. De basis van de formatie is een naar het oosten toe dikker wordende laag groene en grijze klei, gevolgd door een afwisseling van klei- en zandlagen. De top is een laag gelig zand waarin veel schelpfragmenten voorkomen. De formatie is een bekende vindplaats van fossielen van Oligocene mollusken.